# Финал Кубка Англии по футболу 1935
Финал Кубка Англии 1935 года (англ. 1935 FA Cup Final) — 60-й финал Кубка Англии с момента основания этого турнира. Матч стал завершением розыгрыша Кубка Англии сезона 1934/35. Он состоялся 27 апреля 1935 года на стадионе «Уэмбли». В нём встретились «Шеффилд Уэнсдей» и «Вест Бромвич Альбион». Победу со счётом 4:2 одержал «Шеффилд Уэнсдей». Этот кубок станет последним трофеем «сов» в последующие 56 лет до тех пор, пока они не выиграли Кубок Футбольной лиги в сезоне 1990/91.

## Перед матчем
«Вест Бромвич» подошёл к финалу в статусе фаворита, несмотря на то, что по завершении регулярного чемпионата они оказались ниже «Уэнсдей» в турнирной таблице. «Дрозды» имели в своём составе тройку форвардов, великолепно отыгравших минувший сезон: Уолли Бойес, Уиллям «Джинджер» Ричардсон и Тэдди Сэндфорд — каждый из них забил более 20 мячей. Обе команды встретились на футбольной арене пятью днями ранее в матче футбольной лиги и разошлись миром — игра на «Хоторнс» завершилась со счётом 1:1. «Уэнсдей» привез на матч самый сильный состав и выставил в старт те же одиннадцать человек, которые добывали победы во всех предыдущих раундах Кубка, кроме третьего, с Эллисом Риммером, отличившимся в каждом матче, на острие атаки. В состав «Вест Брома» вернулся Джо Картер, получивший травму в полуфинале. Он заменил выступавшего на его позиции Гарри Джонса. Оглядываясь назад можно судить, что решение включить Картера в состав было опрометчивым решением, так как всего лишь через 10 минут после начала матча Джо начал хромать, а во втором тайме упустил две явных возможности для взятия ворот. Другим спорным решением было невключение в состав Артура Гейла, игравшего во всех шести матчах по пути к финалу и забившего четыре мяча. Гейла замещал Томми Глидден, которого полностью нейтрализовал защитник «сов» Тед Кэтлин.

## Ход финала
Матч начался весьма резво — «Уэнсдей» открыл счёт уже на второй минуте — Тед Кэтлин ценой травмы остановил атаку «Вест Бромвича», тем не менее арбитр встречи позволил Марку Хуперу и Ронни Старлингу провести быструю атаку, итогом которой стал мяч, уложенный в угол ворот Джеком Пэйлторпом. Несмотря на пропущенный гол, «Альбион» не сбавил обороты и был вознаграждён — на 21 минуте встречи 22-летний парень из пригорода Шеффилда Уолли Бойес с передачи Джо Картера поразил ворота земляков. На перерыв команды ушли при равном счёте 1:1.
В дебюте второго тайма Ронни Старлинг имел два отличных шанса вывести вперёд свою команду, но оба были упущены. Старлинг продолжал оказывать давление на соперника и на 70-й минуте вывел Марка Хупера на ударную позицию. Марк, оставив не у дел двух защитников, заставил своим ударом капитулировать Гарольда Пирсона. Но, спустя лишь 5 минут, «Вест Бромвич» вернул интригу в противостояние — удар Тедди Сэндфорда рикошетом от Уолтера Миллершипа влетел в ворота. В этот момент игроки «Альбион» выглядели победителями — они контролировали ситуацию на поле, в то время как их противники начали пререкаться между собой. Именно в эти минуты, Джо Картер упустил свои моменты для взятия ворот. Не удалось отличиться в хорошей ситуации и «Джинджеру». За 5 минут до окончания основного времени, незаметный до этого момента на поле Эллис Риммер переломил исход поединка, вколотив мяч головой в сетку ворот после кросса Уильфа Шарпа. На последней минуте матча Риммер поставил точку в противостоянии, добив отраженный Пирсоном после удара Марка Хупера мяч в ворота. «Совы» одержали победу, а Эллис Риммер стал героем турнира, отличившись в каждом раунде..

## Отчёт
| Шеффилд Уэнсдей                           | 4:2     | Вест Бромвич Альбион     |
| ----------------------------------------- | ------- | ------------------------ |
| Пейлторп 2′ · Хупер 70′ · Риммер 85′, 89′ | (отчёт) | Бойес 21′ · Сэндфорд 75′ |

| Шеффилд Уэнсдей | Вест Бромвич Альбион |

|                 |    |                    |  |
|                 |    |                    |  |
|                 | 1  | Джек Браун         |  |
|                 | 2  | Джо Нибло          |  |
|                 | 3  | Тед Кэтлин         |  |
|                 | 4  | Уильф Шарп         |  |
|                 | 5  | Уолтер Миллершип   |  |
|                 | 6  | Хорэс Берроуз      |  |
|                 | 7  | Марк Хупер         |  |
|                 | 8  | Джек Сартис        |  |
|                 | 9  | Джек Пейлторп      |  |
|                 | 10 | Ронни Старлинг (к) |  |
|                 | 11 | Эллис Риммер       |  |
| Главный тренер: |    |                    |  |
| Билли Уокер     |    |                    |  |

|              |    |                   |  |
|              |    |                   |  |
|              | 1  | Гарольд Пирсон    |  |
|              | 2  | Джордж Шоу        |  |
|              | 3  | Берт Трентем      |  |
|              | 4  | Джимми Мерфи      |  |
|              | 5  | Билл Ричардсон    |  |
|              | 6  | Джимми Эдвардс    |  |
|              | 7  | Томми Глидден (к) |  |
|              | 8  | Джо Картер        |  |
|              | 9  | Уильям Ричардсон  |  |
|              | 10 | Тедди Сэндфорд    |  |
|              | 11 | Уолли Бойес       |  |
| Тренер:      |    |                   |  |
| Фред Эверисс |    |                   |  |

## Путь к финалу
| Шеффилд Уэнсдей Третий раунд: Шеффилд Уэнсдей 3:1 Олдем Атлетик Четвёртый раунд: Вулверхэмптон Уондерерс 1:2 Шеффилд Уэнсдей Пятый раунд: Норвич Сити 0:1 Шеффилд Уэнсдей Шестой раунд: Шеффилд Уэнсдей 2:1 Арсенал Полуфинал: Шеффилд Уэнсдей 3:0 Бернли (на «Вилла Парк», Бирмингем) | Вест Бромвич Альбион Третий раунд: Вест Бромвич Альбион 2:1 Порт Вейл Четвёртый раунд: Вест Бромвич Альбион 7:1 Шеффилд Юнайтед Пятый раунд: Вест Бромвич Альбион 5:0 Стокпорт Каунти Шестой раунд: Вест Бромвич Альбион 1:0 Престон Норт Энд Полуфинал: Вест Бромвич Альбион 1:1 Болтон Уондерерс (на «Элланд Роуд», Лидс) Переигровка: Вест Бромвич Альбион 2:0 Болтон Уондерерс (на «Виктория Граунд», Сток-он-Трент) |